# Cynorkis bimaculata
Cynorkis bimaculata är en orkidéart som först beskrevs av Henry Nicholas Ridley, och fick sitt nu gällande namn av Joseph Marie Henry Alfred Perrier de la Bâthie. Cynorkis bimaculata ingår i släktet Cynorkis, och familjen orkidéer. Inga underarter finns listade i Catalogue of Life.